# Naval Special Warfare Center
Das Naval Special Warfare Center (NSWC) (Offiziell: United States Phil Bucklew Naval Special Warfare Center, umgangssprachlich: The Center, deutsch „das Zentrum“) ist die zentrale Ausbildungseinrichtung für spezielle Kriegführung der US Navy und ein Komponentenkommando des übergeordneten US Naval Special Warfare Command (NAVSPECWARCOM oder NAVSOC) (dt. Marinekommando für Spezielle Kriegführung der Vereinigten Staaten).
Das NSWC bildet sowohl die US Navy SEALs, als auch die Special Warfare Combatant-craft Crewmen (SWCC) aus und hat sein Hauptquartier auf der Naval Amphibious Base Coronado im US-Bundesstaat Kalifornien.

## Auftrag
Selektion, Aus- und Weiterbildung und Bereitstellung von Personal für die Sondereinsatzverbände der US Navy sowie Gewährleistung einer ständigen Einsatzbereitschaft dieser. Ständige Verbesserung, Anpassung und Weiterentwicklung von Einsatz- und Ausbildungsverfahren sowie deren personelle und technische Umsetzung.

## Organisation

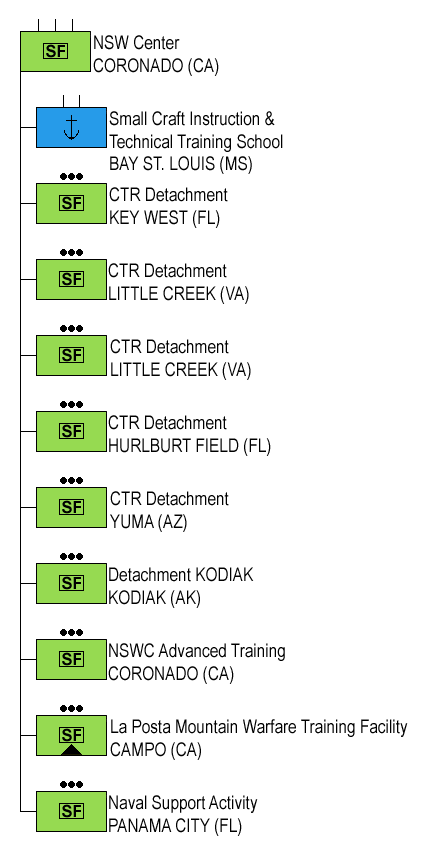
Organisation des Naval Special Warfare Center

Dem NSWC unterstehen folgende Einheiten und Ausbildungseinrichtungen:
- NAVSCIATTS, Stennis, (Naval Small Craft Instruction and Technical Training School), Stennis Space Center, Mississippi.
- CTR DET (Combat Training Range Detachment), Naval Air Station Key West, Florida
- CTR DET, Naval Amphibious Base Little Creek, Virginia
- CTR DET, Little Creek, VA
- CTR DET, Hurlburt Field, Florida
- CTR DET, Yuma Proving Ground, Arizona
- DET KODIAK, Naval Special Warfare Cold Weather Detachment Kodiak, Alaska
- NSWC ADV TRNG, Coronado, CA
- Naval SPECWAR SEAL Delivery Vehicle (SDV) Training Detachment, Naval Support Activity Panama City (NSA PC), Florida[2]
- CTR DET, La Posta Mountain Warfare Training Facility bei Campo, Kalifornien.[3]